# Ваља Дадеј (Дамбовица)
Ваља Дадеј (рум. Valea Dadei) насеље је у Румунији у округу Дамбовица у општини Хулубешти. Oпштина се налази на надморској висини од 259 m.

## Становништво
Према подацима из 2002. године у насељу је живело 73 становника, од којих су сви румунске националности.